# Kenojuak Ashevak
Kenojuak Ashevak (Ikirasaq, 3 ottobre 1927 – Cape Dorset, 8 gennaio 2013) è stata un'artista canadese. È considerata come una delle più importanti pioniere della moderna arte inuit canadese.

## Biografia
Kenojuak Ashevak è nata in un igloo in un campo inuit, Ikirasaq, sulla costa meridionale dell'Isola di Baffin da Ushuakjuk, cacciatore e commerciante di pellicce, e sua moglie, Silaqqi. È stata chiamata così in ricordo del defunto padre di Silaqqi. Secondo questa tradizionale denominazione Inuit, l'amore e il rispetto che era stato concesso al nonno durante la sua vita sarebbero ora passati alla bambina. Kenojuak aveva anche un fratello e una sorella. Anche il fratello Adamie Alariaq (1928–1990), era un artista.
Kenojuak ricordava il padre come "un uomo gentile e benevolo". Secondo lei, suo padre credeva di poter prevedere il meteo e i periodi di caccia buoni e anche di trasformarsi in un tricheco. Aveva anche la capacità di far risalire i pesci in superficie per rendere più facile la pesca.
Suo padre è entrato in conflitto con dei convertiti al cristianesimo, e alcuni nemici lo hanno assassinato in un campo di caccia nel 1933, quando Kenojuak aveva solo sei anni. Dopo l'assassinio di suo padre, con la madre e la sua famiglia si è trasferita a casa della nonna materna, Koweesa, che le ha insegnato i mestieri tradizionali, compresi la preparazione di pelli di foca per il commercio con la Compagnia della Baia di Hudson e il fare vestiti impermeabili cuciti con tendini di caribù.
Quando aveva 19 anni, sua madre, Silaqqi, e il patrigno, Takpaugni, hanno organizzato le nozze con Johnniebo Ashevak (1923-1972), un cacciatore locale. Kenojuak era riluttante, tanto da lanciare sassi contro di lui quando ebbero il primo approccio. Con il tempo, però, è arrivata ad amarlo per la sua gentilezza e la sua dolcezza, anche perché l'uomo l'ha lasciata libera di sviluppare le sue doti artistiche e, a volte, ha collaborato con lei in alcuni progetti per la National Gallery of Canada dove sono esposte due opere di Johnniebo, il Taleelayo con Uccello marino (1965) e Spirits Hare (1960). In questo periodo e anche in seguito, molti dei suoi figli e nipoti sono morti di tubercolosi, come il marito quando lei aveva 26 anni. Due figlie di Kenojuak, Jamasie e Mary, sono decedute durante l'infanzia, e un figlio, Qiqituk, è stato adottato alla nascita da un'altra famiglia, una consuetudine Inuit che era comune in quel periodo.

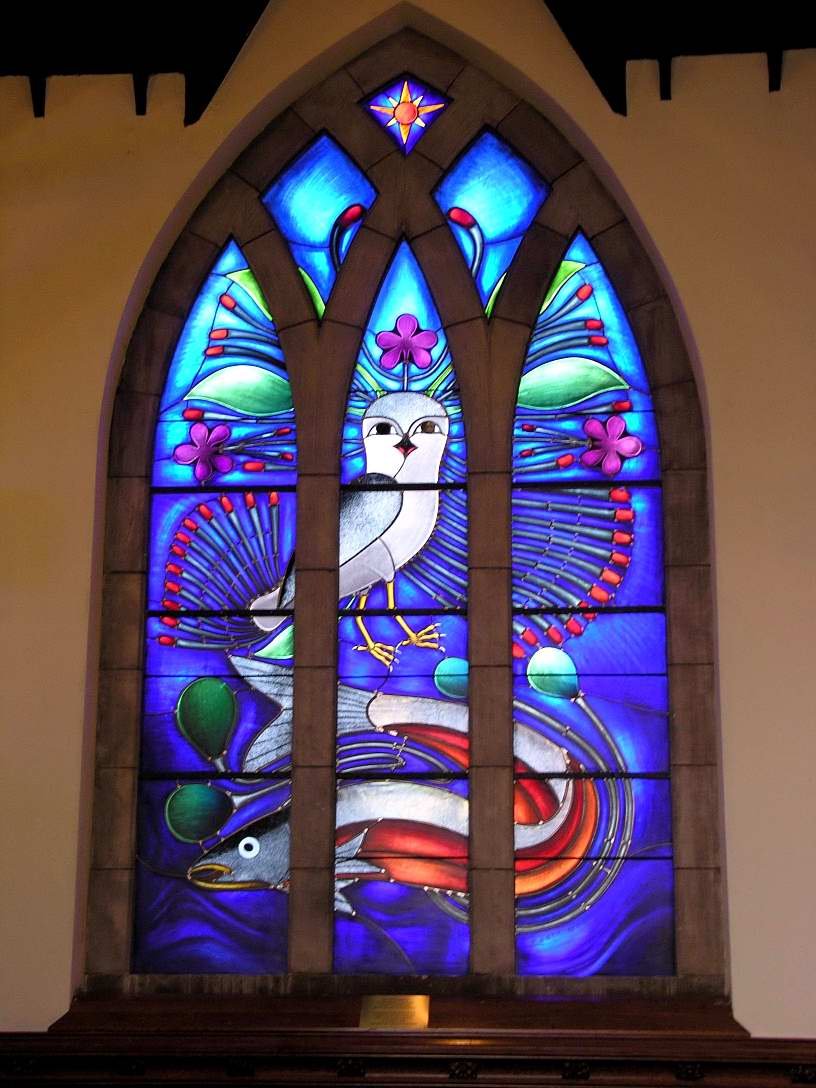
Kenojuak Ashevak: finestra nella cappella di John Bell nell'Appleby College in Oakville (Canada), situata vicino a Toronto (Canada)

James Archibald Houston, l'amministratore civile per West Baffin, ha introdotto il processo di stampa presso gli artisti locali nel 1950. Kenojuak Ashevak è diventata una delle prime donne Inuit a Cape Dorset a iniziare a disegnare. Ha lavorato con grafite, matite colorate e pennarelli, e, occasionalmente, ha usato vernici, acquerelli e acrilici. Ha creato numerose sculture in pietra ollare e migliaia di disegni, incisioni e stampe, molto ricercate da musei e collezionisti. Ha disegnato diversi soggetti per francobolli e monete. Nel 2004, ha creato la vetrata per la Cappella di John Bell a Oakville, Ontario.
Nel 1950 un infermiere della sanità pubblica è arrivato nel suo villaggio artico e a Kenojuak è stata diagnosticata la tubercolosi; è stata quindi ricoverata al Parc Savard Hospital di Québec, dove è rimasta per più di tre anni, dall'inizio del 1952 all'estate del 1955. Durante il suo recupero, ha imparato a fare le bambole e le perline, attirando l'attenzione del pioniere promotore dell'arte Inuit James Archibald Houston e di sua moglie Alma, che avevano iniziato la commercializzazione delle arti e dei mestieri Inuit. Nel 1958 la sua prima stampa, Coniglio che mangia alghe, è stato prodotto da uno dei suoi disegni su un sacchetto di pelle di foca, e nel 1959 con altri artisti di Cape Dorset ha fondato la West Baffin Eskimo Cooperative per aspiranti artisti Inuit.
Nel 1963 la sua arte era diventata abbastanza notevole da essere oggetto di un documentario di John Feeney, che la riprese con la sua famiglia, illustrando anche la vita tradizionale Inuit sull'isola di Baffin. L'esperta d'arte Christine Lalonde, della National Gallery of Canada, si meravigliò della sua arte dimostrandosi fiduciosa: "Quando la vedi, ti rendi conto che non fa uso di una gomma da cancellare. Si siede in fondo e inizia a disegnare". Con i soldi guadagnati dal film. Johnniebo è stato in grado di acquistare la sua canoa e divenne un cacciatore indipendente dato che ora la famiglia comprendeva una nuova figlia, Aggeo, e un figlio adottivo, Ashevak.
Johnniebo è morto nel 1972 e l'anno dopo Kenojuak si è risposato con Etyguyakjua Pee, che morirà nel 1977;
nel 1978 divenne moglie di Joanassie Igiu. Ha avuto undici figli dal primo marito e ne ha adottato altre cinque; sette dei suoi figli morti in tenera età.
Alla sua morte, avvenuta l'8 gennaio 2013 per un cancro ai polmoni, viveva in una casa in legno a Cape Dorset. La CBC la ricorderà come una persona di vera umiltà e semplicità.

## Riconoscimenti
- Premio del Governatore generale del Canada (Governor General's Award ) nelle arti visive e mezzi di comunicazione, un premio di 25000 $, nel 2008.
- Canada's Walk of Fame inserita nel 2001.